# Universidad Católica de Manizales
La Universidad Católica de Manizales Manizales es una institución de educación superior colombiana con sello de Acreditación de Alta Calidad, de carácter católico ubicada en la ciudad de Manizales, Caldas. En la actualidad cuenta con programas de pregrado (técnicos profesionales, licenciaturas y profesionales) y posgrados (especializaciones, maestrías y doctorados) en las áreas de Ciencias de la Salud, Microbiología, Biotecnología, Educación, Ingeniería, Arquitectura, Administración y Humanidades, Ciencias Sociales y Teología.

## Historia
La Universidad Católica de Manizales (UCM) fue fundada el 11 de febrero de 1954 por la Congregación de las Hermanas de la Caridad Dominicas de la Presentación de la Santísima Virgen, bajo el generalato de la madre Thérèse Augusta y siendo superiora provincial de la Provincia de Medellín la madre Thérèse des Anges.
El lugar geográfico en donde ha venido funcionando la UCM corresponde a la residencia campestre de las Hermanas del Colegio de la Presentación, correspondiente a la actual dirección carrera 23 #60-63, Barrio La Estrella.
El campus universitario de la IES Universidad Católica de Manizales está conformado por 6 predios que suman un total de 55.369,14 metros cuadrados y cuenta con una infraestructura física representada en 24.176 metros cuadrados construidos, distribuidos en 14 edificaciones.

### Primeras estudiantes
La fundadora y primera rectora fue la hermana Matilde Robledo Uribe (Hermana María de la Santísima Trinidad). Apoyada por la sociedad de Manizales, las autoridades civiles y el arzobispo Luis Concha Córdoba, la hermana Matilde se propuso la formación en educación superior de las mujeres de la sociedad de Manizales.
La UCM en su inicio se denominó Universidad Católica Femenina con un total de 56 estudiantes. Posteriormente, la institución se llamó Colegio Mayor de Caldas, hasta 1978, año en el cual el Ministerio de Educación Nacional, con la autorización del Icfes, aprobó la reforma de estatutos y el cambio de razón social por el de Universidad Católica de Manizales.
En 1982 la UCM, para dar cumplimiento al Decreto 080 de 1980 del Ministerio de Educación Nacional, cambió nuevamente su razón social por la de Corporación Universidad Católica de Manizales.
Las primeras hermanas que estuvieron en cabeza de la UCM fueron la superiora Mere Abel y Matilde Robledo Uribe (María de la Santísima Trinidad); Laura Espinosa (Eugenio de Jesús); Sofía Molano (San Ramón de la Cruz); Bertha Uribe Noguera (Cecilia de la Santa Faz); Luz María Hernández (Josefina del Niño Jesús), y Josefina Núñez Gómez (Genoveva).

## Símbolos institucionales[1]

### El Escudo
La forma del escudo era la usual en Francia, país de origen de Marie Poussepin, fundadora de la Congregación de las Hermanas de la Caridad, Dominicas de la Presentación de la Santísima Virgen. Sobre el fondo verde o sinople que simboliza entre las virtudes la esperanza y entre las cualidades la creatividad, la constancia y la intrepidez, aparece el punto focal de la Universidad Católica de Manizales, visualizado con la cruz que la identifica como institución Cristiana Católica.

### La Bandera
La bandera de la Universidad Católica de Manizales posee tres (3) bandas horizontales de igual tamaño con los colores azul, blanco y verde, separados por dos delgadas bandas de color rojo. En el centro lleva el escudo de la Universidad.
- El azul, es el color de la Congregación de las Hermanas de la Caridad Dominicas de la Presentación, por ser, la Virgen María, su patrona y protectora.
- El blanco representa las flores del cafeto y la blancura de los nevados.
- El verde simboliza el follaje de los cafetales y la verdura de la tierra.
- El rojo encarna los granos maduros del cafeto y la sangre ardiente de la juventud.

## Programas académicos[2]
Carreras Profesionales – Pregrados
- Técnico Profesional en Operación de Servicios Turísticos
- Tecnología en Gestión de Empresas Turísticas
- Administración de Empresas Turísticas
- Arquitectura
- Bacteriología
- Enfermería
- Nutrición y Dietética
- Ingeniería Ambiental
- Licenciatura en Matemáticas y Física
- Licenciatura en Tecnología e Informática
- Publicidad

Posgrados
- Especialización en Administración de la Salud
- Especialización en Branding y Comunicación Estratégica
- Especialización en Ciberseguridad
- Especialización en Enfermería en Cuidados Paliativos
- Especialización en Evaluación Pedagógica
- Especialización en Gerencia de la Calidad
- Especialización en Gerencia de Proyectos del Territorio y Valuación Inmobiliaria
- Especialización en Gerencia Educativa
- Especialización en Inteligencia de Negocios
- Especialización en Prevención, Reducción y Atención de Desastres
- Especialización en Seguridad y Salud en el Trabajo
- Maestría en Bioinformática y Biología Computacional
- Maestría en Cambios Globales y Riesgos de Desastres
- Maestría en Didáctica de las Ciencias Básicas
- Maestría en Educación
- Maestría en Ecoingeniería
- Maestría en Humanidades y Teología
- Maestría en Memoria y Escenarios Transicionales
- Maestría en Microbiología Agroindustrial
- Maestría en Pedagogía
- Maestría en Sistemas Integrados de Gestión
- Maestría en Teledetección
- Doctorado en Educación
- Doctorado en Pedagogía